# Устье (Моршанский район)
Устье — село в Моршанском районе Тамбовской области России. 
Административный центр Устьинского сельсовета.

## География
Расположено на реке Цна, у северо-восточной границы города Моршанск, и в 87 км к северу от центра Тамбова.
На юге примыкает к железной дороге Пенза — Моршанск — Тула. На востоке примыкает к посёлку Устьинский.

## Население
| 1979 | 2002  | 2010  | 2021  |
| ---- | ----- | ----- | ----- |
| 5685 | ↘3718 | ↗3782 | ↘3567 |

Согласно результатам переписи 2002 года, в национальной структуре населения русские составляли 99 % от жителей.